# Brasilien ved vinter-PL 2018
Brasilien deltog ved vinter-PL 2018 i Pyeongchang, Sydkorea i perioden 9.-18. marts 2018.

## Medaljer
| 2018 Pyeongchang | Guld | Sølv | Bronze | Total |
| Brasilien        | 0    | 0    | 0      | 0     |